# Kalophrynus cryptophonus
Espèce
Kalophrynus cryptophonus est une espèce d'amphibiens de la famille des Microhylidae.

## Répartition
Cette espèce est endémique de la province de Lâm Đồng au Viêt Nam. 

## Publication originale
- Vassilieva, Galoyan, Gogoleva & Poyarkov, 2014 : Two new species of Kalophrynus Tschudi, 1838 (Anura: Microhylidae) from the Annamite mountains in southern Vietnam. Zootaxa, no 3796, p. 401–434.